# Malina Weissman
Malina Weissman (New York, 2003. március 12. –) német–amerikai színésznő, modell.
A Tini nindzsa teknőcök (2014) és a Kilenc élet (2016) című filmekből, továbbá a Supergirl (2015–2017) és a A balszerencse áradása (2017–2019) című televíziós sorozatokból ismert.

## Filmográfia

### Film
| Év   | Magyar cím            | Eredeti cím                  | Szerep                | Magyar hang |
| ---- | --------------------- | ---------------------------- | --------------------- | ----------- |
| 2014 | Tini nindzsa teknőcök | Teenage Mutant Ninja Turtles | April O'Neil fiatalon |             |
| 2016 |                       | Thirsty                      | lány rózsaszínben     |             |
| 2016 | Kilenc élet           | Nine Lives                   | Rebbeca Brand         | Vida Sára   |

### Televízió
| Év        | Magyar cím             | Eredeti cím                    | Szerep               | Megjegyzések |
| --------- | ---------------------- | ------------------------------ | -------------------- | ------------ |
| 2015–2016 |                        | Difficult People               | Renee Epstein        | 2 epizód     |
| 2015–2017 | Supergirl              | Supergirl                      | Kara Zor-El fiatalon | 8 epizód     |
| 2017–2019 | A balszerencse áradása | A Series of Unfortunate Events | Violet Baudelaire    | 25 epizód    |
| 2022      |                        | Evil                           | Candice B            | 1 epizód     |

## Fordítás
- Ez a szócikk részben vagy egészben  a   Malina Weissman című angol Wikipédia-szócikk ezen változatának fordításán alapul.  Az eredeti cikk szerkesztőit annak laptörténete sorolja fel. Ez a jelzés csupán a megfogalmazás eredetét és a szerzői jogokat jelzi, nem szolgál a cikkben szereplő információk forrásmegjelöléseként.